# Слон лісовий
Африканський слон лісовий (Loxodonta cyclotis) — ссавець роду африканський слон (Loxodonta), ряду хоботних (Proboscidea). Початково вважався підвидом слона саванного, але був виділений у окремий вид. Його статус, як окремого виду, довгий час був під сумнівом, але доведений за допомогою аналізу ДНК. Проте обидва види можуть схрещуватись і давати гібриди.
Ймовірно, що два види африканських слонів розійшлися не менш як 2,5 млн років тому. У списках Міжнародної Червоної книги обидва фігурують під спільною назвою — Loxodonta africana. Виділення третього виду, слона східно-африканського, знаходиться під питанням.
Висота слона лісового в холці у середньому становить 2,4 м. Отже, він значно менший за слонів саванних. Лісові слони також мають густіший волосяний покрив коричневого кольору й вуха округлої форми. Відповідно власній назві, лісовий слон живе у тропічних лісах Африки, у басейні річки Конго, й відіграє важливу роль у розповсюдженні насіння багатьох рослин.
Меню лісових слонів, в цілому, таке саме як і у інших видів. Крім того, вони із задоволенням поїдають культури рослинництва, деякі овочі та фрукти. Інколи лісові слони харчуються землею для того, щоб задовольнити потребу в мінералах.
Подорожують лісові слони групами, здебільшого по 2–8 особин. Розмір сім'ї в середньому становить від 3 до 5 особин. Групу слонів складають, переважно, одна або декілька самок та їхнє потомство. Сім'ї слонів між собою ніколи не взаємодіють. Лісові слони-самці найчастіше живуть поодинці, паруючись із самицями лише у період розмноження. Серед слонів-самців існує чітка ієрархія, в якій домінує слон з найбільшими розмірами.
Тривалість життя лісових слонів за різними оцінками становить від 65 до 70 років, в неволі 25–40 років.